# Letnjaja Stavka
Letnjaja Stavka (in russo Летняя Ставка?) è un villaggio della Russia europea meridionale, situato nel Territorio di Stavropol'; è il centro amministrativo del distretto Turkmenskij.
Si trova 123 km a est-nord-est di Stavropol'.